# 10 Leonis Minoris
10 Leonis Minoris, som är stjärnans Flamsteed-beteckning, är en ensam stjärna, belägen i den mellersta delen av stjärnbilden Lilla lejonet och har även  variabelbeteckningen SU Leo Minoris. Den har en genomsnittlig skenbar magnitud av ca 4,54 och är svagt synlig för blotta ögat där ljusföroreningar ej förekommer. Baserat på parallax enligt Gaia Data Release 2 på ca 18,1 mas, beräknas den befinna sig på ett avstånd på ca 180 ljusår (ca 55 parsek) från solen. Den rör sig närmare solen med en heliocentrisk radialhastighet på ca -12 km/s.

## Egenskaper
10 Leonis Minoris är en orange till gul jättestjärna av spektralklass G8.5 III. Den har en massa som är ca 2,5 solmassor, en radie som är ca 9 solradier och utsänder från dess fotosfär ca 51 gånger mera energi än solen vid en effektiv temperatur av ca 5 100 K.
10 Leonis Minoris är en RS Canum Venaticorum-variabel med en variation i magnitud med 0,02 enheter och visar en hög grad av kromosfärisk aktivitet.